# Đào Thị Huệ
Đào Nương (1411 - 1432), tức Đào Thị Huệ. Bà là người làng Đào Đặng (huyện Tiên Lữ, tỉnh Hưng Yên), là người có công giết được nhiều giặc Minh, góp phần làm thắng lợi cho cuộc khởi nghĩa Lam Sơn của Lê Lợi.

## Sự tích
Đào Nương tên thật là Đào Thị Huệ, một người con gái không chỉ có sắc mà còn có tài hát hay, nổi tiếng khắp tổng Cao Cương, huyện Tiên Lữ, phủ Khoái Châu xưa (nay là thôn Đào Đặng, xã Trung Nghĩa, thành phố Hưng Yên). Bấy giờ, nhà Minh đóng đồn trại ở tận các thôn xóm, vơ vét của cải, giết hại dân thường. Đàn ông bị bắt làm phu dịch, đàn bà thì bị bắt làm nô tì. Chúng kéo đến làng Đào Đặng, dân chúng bỏ chạy cả. Nàng ca nhi họ Đào và mấy chị em chậm chân không trốn được đành chịu ở lại. Chúng bắt nàng phải múa hát, hầu hạ trong các dịp yến tiệc. Nhờ có tài nghệ xuất sắc, các nàng làm cho chúng có phần vị nể, biến nhà ca lâu thành nơi đi lại, nghỉ ngơi. Thời đó vùng này vẫn còn là một vùng sình lầy, lau sậy um tùm, quân giặc không quen phong thổ thường sinh bệnh tật và chết vì muỗi độc. Đào Nương nghĩ ra kế giết giặc, dùng lời ca, tiếng hát làm cho chúng mê hoặc, chuốc rượu rồi bảo chúng chui vào bao gai tránh muỗi đốt, rồi bí mật cùng trai tráng chờ đêm khuya khi giặc ngủ say, đến khiêng từng bao ném xuống sông Đà Giang. 
Tương truyền hồi đó, để kiểm tra quân số, giặc chưa điểm quân như bây giờ mà chỉ xây những thành lũy nhỏ hình vuông có hai cửa gọi là đấu thành. Những tên chỉ huy lùa quân vào cửa này, hễ đầy thành thì cho ra cửa kia để...đong quân. Sau nhiều phen đong quân như vậy, chúng hốt hoảng khi thấy quân số hao hụt quá nhiều. Nghĩ rằng đất này có ma, chúng hoảng sợ rút quân đi nơi khác. 
Sau này, đến ngày toàn thắng, Lê Lợi đã ban thưởng cho Đào Thị Huệ và đội dân binh đất Đào Đặng. Dân địa phương xin đổi tên làng thành Đào Xá (nơi ở của cô gái họ Đào). Ngày mùng 10 tháng 11 năm Nhâm Tý (1432), Đào Thị Huệ mất. Sau khi bà mất, nhân dân đã xây đền thờ tại nhà nơi bà ở. 
Tương truyền, bà là người phát minh ra loại hình hát ca trù rất phát triển ở đồng bằng Bắc Bộ.